# Scupi
Scupi je archeologické naleziště nacházející se mezi Zajčev Ridem ( Зајчев Рид 'Králičí kopec') a řekou Vardar, několik kilometrů od centra Skopje v Severní Makedonii. Na místě starší dardanské osady zde byl ve druhém století před naším letopočtem založen římský vojenský tábor. Později se z něj stala Colonia Flavia Aelia Scupi usadilo se zde mnoho legionářských veteránů. Římské město bylo založeno v době cisaře Domitiana (81–96 n. l.) a Scupi se stalo hlavním centrem pro romanizaci provincie Dardania. Bylo opuštěno v roce 518 po zemětřesení, které město zničilo.

## Dějiny

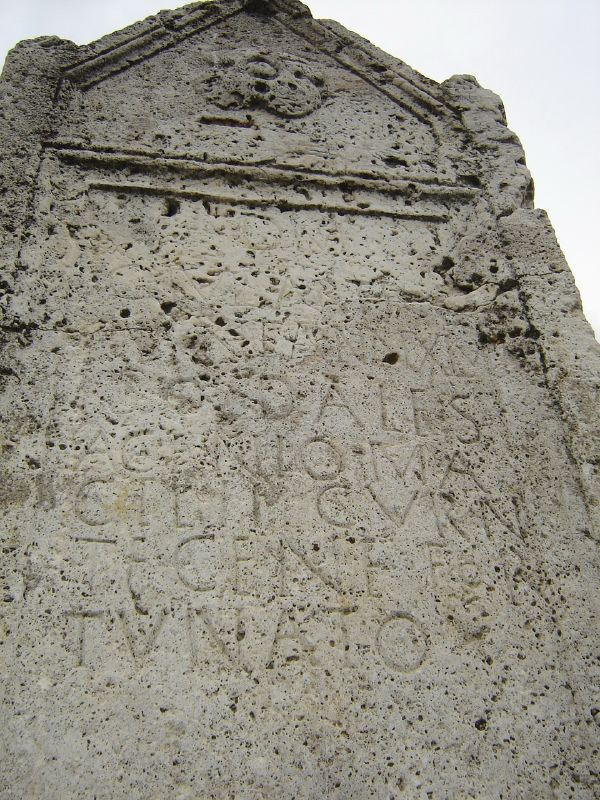
Náhrobek v Scupi.

Scupi se ve druhém století před naším letopočtem stalo hlavním městem provincie Dardania, která sahala od Naissu (dnes Niš) po Bylazor.  Dardanové zůstali po římském dobytí Makedonie nezávislí, protože podporovali Římany v naději, že tímto způsobem rozšíří své území. Není jasné, kdy Římané nakonec anektovali Dardanii a zdá se nejpravděpodobnější, že Dardani skutečně ztratili nezávislost v roce 28 př. n. l.  Scupi vyrostla jako kolonie legionářů, hlavně veteránů z Legio VII Claudia v době Domitiana (81–96 n. l.), i když několik legií Crassovy armády z let 29–28 př. n. l. zde mohlo být umístěno již dříve. bylo zavedeno oficiální císařské velení v této oblasti. Scupi bylo zahrnuto do Moesie Superior poté, co byla provincie vytvořena v roce 6 n. l. Od roku 272 n. l. to byla kolonie uvnitř římské provincie Dardania poté, co byla Dardania založena. Scupi bylo několikrát zpustošeno barbary, v roce 269 Góty, v 5. století Huny a nakonec bylo roku 518 zcela zničena zemětřesením. Život v Scupi se zastavil po zemětřesení a předpokládá se, že lidé ze Scupi se přestěhovali na Kale, kopec v centru Skopje.
Stěhování města je často spojováno se založením Justiniana Prima. Justiniana Prima bylo legendární město založené Justiniánem I., který vládl Východořímské říši v letech 527–565. Spojení je založeno na předpokladu, že vesnice Taor, která se nachází poblíž Skopje, je Tauresium, rodiště Justiniána I., a na popisu Justininiana Prima od Prokopia, který se hodí ke Skopjské pevnosti (Kale), Starému bazaru a akvaduktu, které jsou dodnes dominantami Skopje.

## Vykopávky

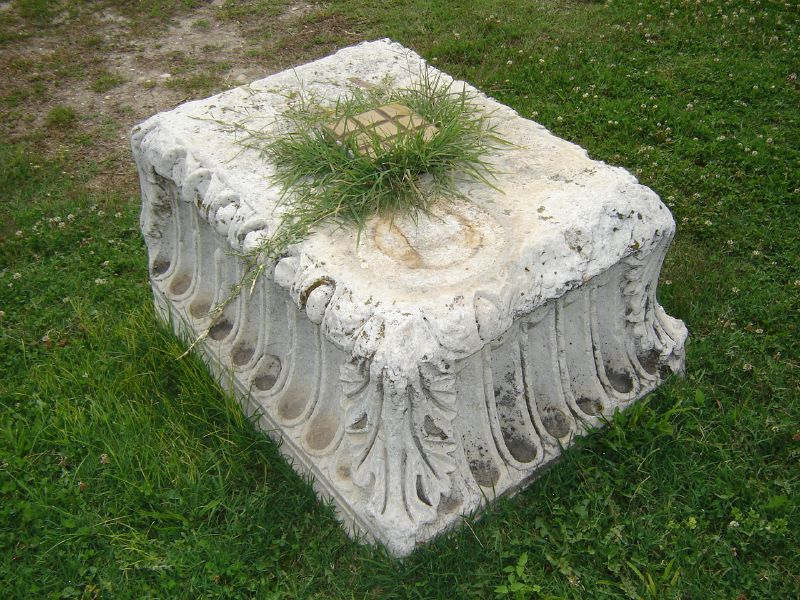
Pilířový sloup ve Scupi

Vykopávky na archeologickém nalezišti začaly v období mezi dvěma světovými válkami. Radoslav Gruić objevil raně křesťanskou baziliku v roce 1925 a nejvýznamnější objev učinil Nikola Vulić, srbský archeolog, když našel starověké makedonské divadlo. Nikola Vulić byl archeolog, který publikoval nejvíce o Scupi.
Vykopávky na místě, které byly provedeny v letech 1959-61 Duje Rendić-Miočević, byly publikovány v roce 1981 a Ivanem Mikulčićem, který je publikoval v roce 1971 a 1973.
Muzeum města Skopje zahájilo nové výkopové a konzervační práce na místě od roku 1966 pod vedením Milutina Garašanina. Od roku 1980 byl osobou odpovědnou za výkopové a konzervační práce na místě Dušanka Koraćević.
V červenci 2008 byla nalezena zachovalá socha římské bohyně Venuše. Socha je vysoká 1,7 m.
Ilyrský kmen Albanoi je doložen starověkým pohřebním nápisem v Scupi  Byl vykopán v roce 1931 Nikolou Vulićem a jeho text byl publikován v roce 1982 Borkou Dragojević-Josifovskou . Nápis v latině zní „POSIS MESTYLU F[ILIUS] FL[AVIA] DELVS MVCATI F[ILIA] DOM[O] ALBANOP[OLI] IPSA DELVS“ („Posis Mestylu, syn Flavie, dcera Deluse Mucatiho, který pochází z Albanopolis"). Pochází z konce 1. století n. l. a počátku 2. století n. l. Dragojević-Josifovska přidala ke stávajícímu čtení dva řádky: VIVA P(OSUIT) SIBI/ ET VIRO SUO. Delus Mucati je ilyrské jméno a jeho domovským regionem bylo Albanopolis (domo Albanopoli). Dragojević-Josifovska navrhla, že se jako jiní usadil v Makedonii z jižní Ilyrie. 

## Stavby

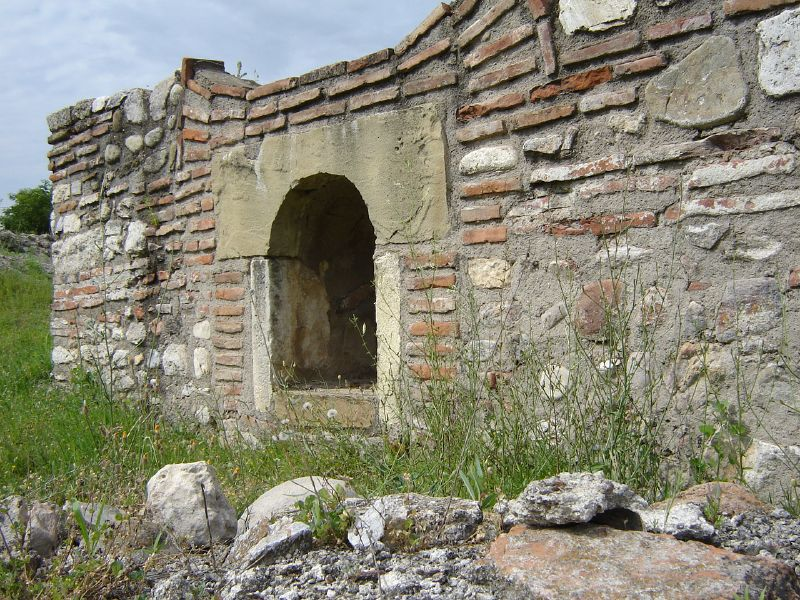
Zdi v Scupi

Existují čtyři stavební období. První je doba údajného tábora dvou legií z roku 168 př. n. l. Druhým je založení římské kolonie, které skončilo invazí Gótů v roce 269 n. l. Třetí období je nejvýraznější a je reprezentováno zbytky jedné civilní baziliky, komplexu lázní (thermae) a jednoho městského domu. Poslední, čtvrté období, které začíná zhruba po vpádu Ostrogótů z roku 472 nebo 489, představují zbytky raně křesťanské baziliky a měšťanského domu s apsidou. Scupi bylo zcela zničeno v roce 518 n. l.
Dnes je rozpoznatelná pouze raně křesťanská bazilika, civilní bazilika, lázně a městské domy podél silnice. Římské divadlo je zcela rozpadlé.

### Římské divadlo
Odhaduje se, že divadlo bylo postaveno ve 2. století našeho letopočtu kvůli nápisům Colonia Scupi Aelia na sedadlech. Předpokládá se, že divadlo bylo postaveno pro Hadriána, římského císaře, který byl na návštěvě balkánských měst. Výzdoba římského divadla byla na nejvyšší úrovni, srovnatelná s tím nejlepším na světě z té doby. Ivan Mikulčić píše, že za 1000 let antického období neexistuje žádná stavba, která by dosáhla tak vytříbené umělecké úrovně jako v římském divadle v Scupi.
Nikola Vulić tvrdí, že divadlo v Scupi je větší než to v (nedalekém) Stobi, a Duje Rendić-Miočević tvrdí, že je největší na území současné Severní Makedonie. Divadlo sloužilo pouze pro divadelní představení, komedie a tragédie. Neexistuje žádný architektonický důkaz, že by divadlo sloužilo ke hrám gladiátorů, jako je tomu bylo v divadle ve Stobi.